# .gn
.gn ist die länderspezifische Top-Level-Domain (ccTLD) Guineas. Sie wurde am 9. August 1994 eingeführt und wird von der Centre National des Sciences Halieutiques de Boussoura mit Sitz in Conakry verwaltet.

## Eigenschaften
Domains werden sowohl auf zweiter Ebene angemeldet, als auch unterhalb offizieller Second-Level-Domains wie .com.gn, .net.gn oder .org.gn vergeben. Interessenten müssen einen Wohnsitz oder eine Niederlassung im Land vorweisen und die gewünschte Domain tatsächlich aktiv verwenden.